# Antidiuretski hormon
Antidiuretski hormon (ADH) ili vazopresin je ljudski hormon, izlučevina zadnjeg režnja hipofize, zapravo nervnog završetka neurona čije se jezgro (supraoptičke i paraventrikularne) nalazi u hipotalamusu.
Po hemijskom sastavu je polipeptid sastavljen od 9 aminokiselina (Cys-Tyr-Phe-Gln-Asn-Cys-Pro-Arg-Gly-NH2).

## Uloga
Deluje na bubreg, arteriole i ima ulogu u centralnom nervnom sistemu:
U bubregu uzrokuje "štednju" vode, koncentrisanjem i smanjenjem zapremine urina. To se postiže povećavanjem reapsorpcije vode u distalnim kanalićima i sabirnim cevima nefrona. Nadražaji za lučenje su smanjenje zapremine krvne plazme i povećanje osmolarnosti krvne plazme. Izaziva konstrikciju arteriola.
Uloga u centralnom nervnom sistemu povezana je sa dnevnim ritmovima, agresijom, regulacijom krvnog pritiska, regulacijom temperature i procesima pamćenja.

## Struktura i relacija sa oksitocinom
Vazopresini su peptidi koji sadrže devet aminokiselina (nonapeptidi).
Aminokiselinska sekvenca arginin vasopresina je: --------. Cisteinski ostaci formiraju disulfidni most. Lizin vazopresin ima lizin umesto arginina.
Struktura oksitocina je veoma slična sa vazopresinom. On je takođe nonapeptid sa disulfidnim mostom i njegova aminokiselinska sekvenca se razlikuje samo u dve pozicije. Geni ova dva proteina se nalaze na istom hromozomu razdvojeni relativno malom distancom od manje od 15,000 baza kod većine vrsta. Neuroni koji stvaraju vazopresin se nalaze pored neurona koji stvaraju oksitocin, i slični su u više pogleda.
Sličnost ova dva peptida može da uzrokuje neke kros-reakcije: oksitocin ima neznatno antidiuretsko dejstvo, i visoki AVP nivoi mogu da uzrokuju materične kontrakcije.
Sledeća tabela sadrži familiju vazopresinskih i oksitocinskih neuropeptida:

| Vazopresinska familija kičmenjaka                                               | Vazopresinska familija kičmenjaka | Vazopresinska familija kičmenjaka                                 |
| ------------------------------------------------------------------------------- | --------------------------------- | ----------------------------------------------------------------- |
|                                                                                 | Argipresin ()                     | većina sisara                                                     |
|                                                                                 | Lipresin ()                       | svinje, nilski konji, bradavičaste svinje, neki torbari           |
|                                                                                 | Fenipresin                        | neki torbari                                                      |
|                                                                                 | Vazotocin†                        | ne-sisari                                                         |
| Oksitocinska familija kičmenjaka                                                |                                   |                                                                   |
|                                                                                 | Oksitocin (OXT)                      | većina sisara, himere                                             |
|                                                                                 | Mesotocin                         | neki torbari, sve ptice, reptili, vodozemci, plućašice, Celakanti |
|                                                                                 | Seritocin                         | žabe                                                              |
|                                                                                 | Izotocin                          | košljoribe                                                        |
|                                                                                 | Glumitocin                        | prave raže                                                        |
|                                                                                 | Razni tocinsi                     | ajkule                                                            |
| VP/OT familija beskičmenjaka                                                    |                                   |                                                                   |
|                                                                                 | Diuretski Hormon                  | skakavci                                                          |
|                                                                                 | Anetocin                          | kišne gliste                                                      |
|                                                                                 | -Konopresin                       | konusni puževi, barski puževi, morski puževi, pijavice            |
|                                                                                 | -Konopresin                       | prugasti konusni puževi                                           |
|                                                                                 | Cefalotocin                       | oktopusi                                                          |
|                                                                                 | Oktopresin                        | oktopusi                                                          |
| †Vazotocin je evolucioni progenitor svih kičmenjačkih neurohipofizinih hormona. |                                   |                                                                   |

## Dodatna literatura
- Rector, Floyd C.; Brenner, Barry M. (2004). Brenner & Rector's the kidney (7th изд.). Philadelphia: Saunders.
- „Molecular neurobiology of social bonding: Implications for autism spectrum disorders] a lecture by Prof. Larry Young, Jan. 4, 2010.”.
- Caldwell HK, Young WS III (2006). „Oxytocin and Vasopressin: Genetics and Behavioral Implications” (PDF).  Ур.: Lajtha A, Lim R. Handbook of Neurochemistry and Molecular Neurobiology: Neuroactive Proteins and Peptides (3rd изд.). Berlin: Springer. стр. 573—607.

|  | Molimo Vas, obratite pažnju na važno upozorenje u vezi sa temama iz oblasti medicine (zdravlja). |